# Calles (Valencia)

Calles-Mapa de los Serranos

Calles es un municipio de la Comunidad Valenciana, España. Perteneciente a la provincia de Valencia, en la comarca de Los Serranos. Se tiene acceso, desde Valencia, a través de la carretera provincial CV-35 de Valencia a Ademuz, con un trazado casi paralelo al del río Turia. Cuenta con una población de 447 habitantes (INE 2024). Se trata de un municipio castellanohablante, en el que el castellano cuenta con el predominio lingüístico reconocido legalmente.

## Geografía

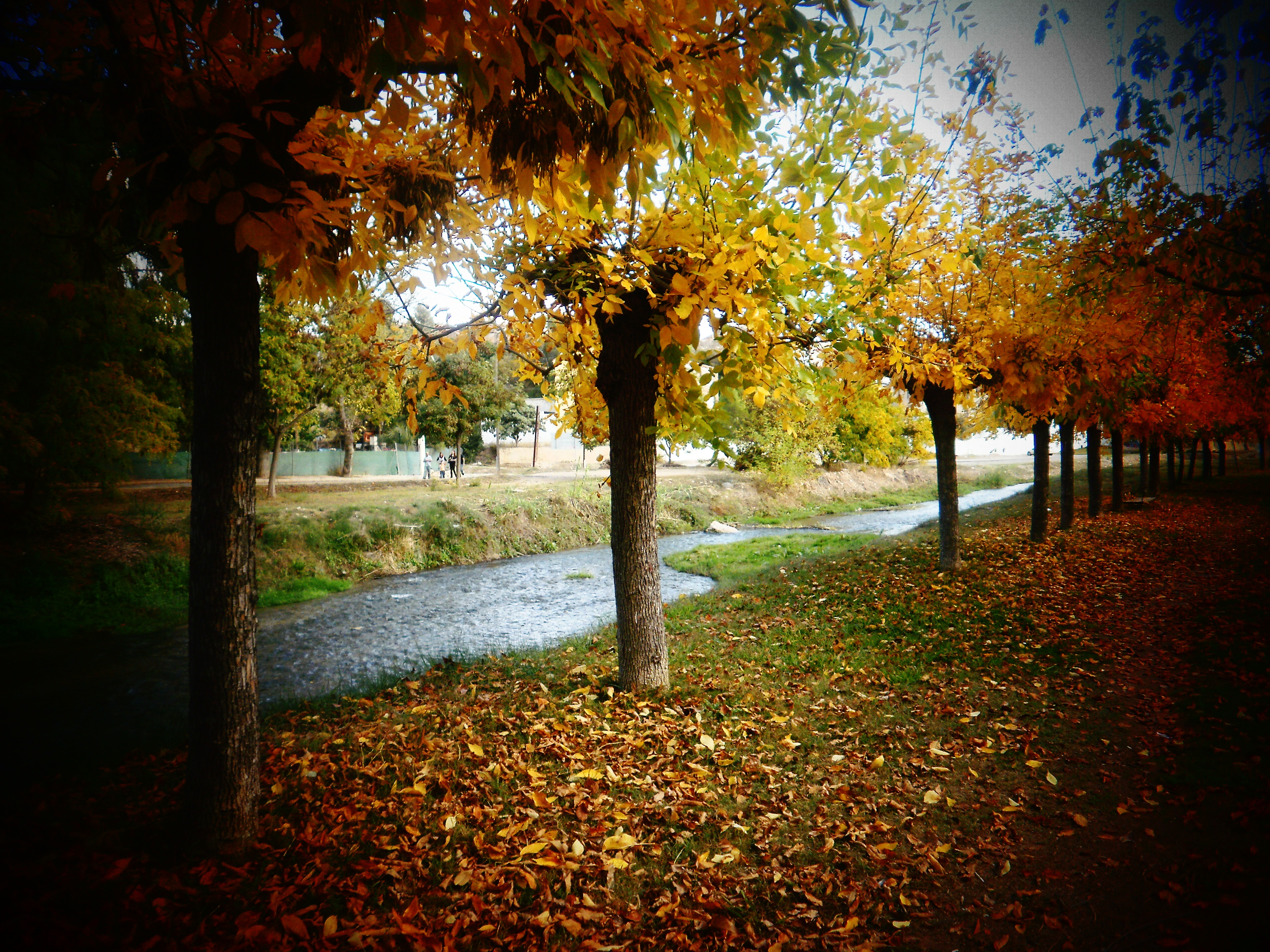
Río Tuéjar a su paso por Calles

La villa está en un llano en la margen derecha del Río Tuéjar, a la que se accede por medio de un viaducto. El pueblo está edificado en torno a la iglesia parroquial, en honor a la Purísima Concepción, situada en el centro del municipio. La superficie del término es muy montañosa, muy quebrada y abrupta. Las alturas más importantes son Peña Uncel (993 m s. n. m.), Escorpión (645 m s. n. m.), Mataja (1024 m s. n. m.), Castellano (1059 m s. n. m.).
Los ríos Tuéjar y Turia bañan sus tierras, el primero junto a la población y el segundo a una distancia de 7 km del núcleo urbano. El río Turia, que cruza el sector sur del término con dirección oeste este, va fuertemente encajonado entre altos paredones por el paraje denominado La Cerrada. Drenan el término los barrancos del Hocino, del Zurdo, del Mas del Herrero, del Tío Roque, del Arenal, Agua Salada y las ramblas de Tuesa y la Salceda. La superficie forestal tiene pinos y carrascas principalmente, alternando con zonas de pastos.
El clima es continental; los vientos dominantes son el cierzo y el solano. Trae las lluvias el tortosano, generalmente de octubre a abril y nieva en enero.

### Barrios y pedanías

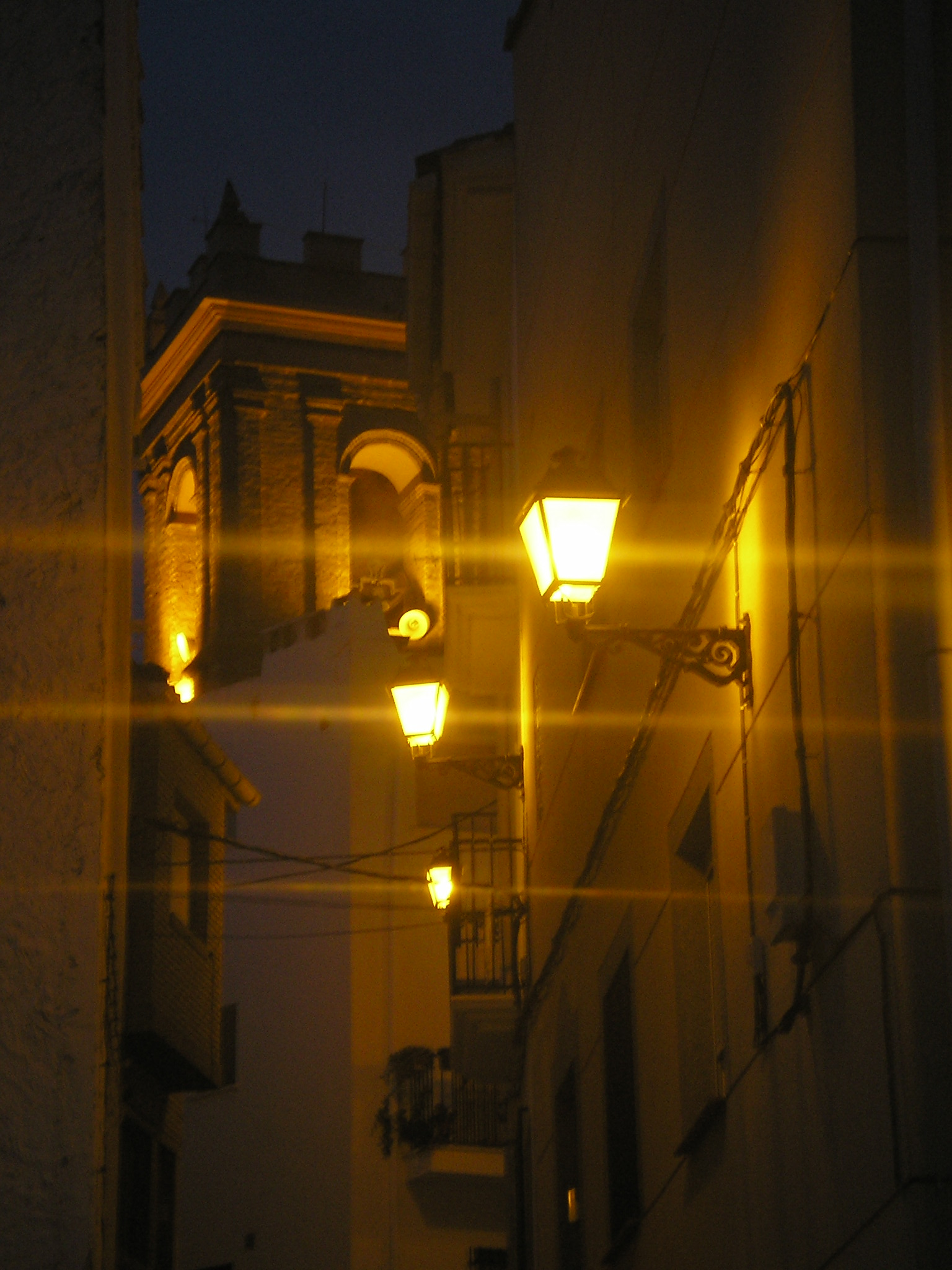

Distintos barrios, como el barrio de San Roque se aglutinan alrededor de la iglesia, destacando el barrio morisco de la Petrosa.
Las calles que se usan para entrar en el pueblo son a la izquierda la Av. Valencia y a la derecha la Av. de Villanueva.
Además de esto, con la influencia de la recepción de mayor flujo de habitantes en las vacaciones estivales, se han desarrollado varios barrios en las partes altas del valle, como son, Las colonias, El Mirador o La Loma, que se encuentran e el extrarradio de la población, así como casas diseminadas como "La Ilusión".
En el término municipal de Calles se encuentra también el núcleo de población de Alcotas.
Se trata de un enclave del término de Calles dentro del término de Chelva. En concreto, se puede decir que las casas pertenecen a Calles y todas las tierras que rodean a la aldea pertenecen a Chelva.
Está situado en un bello paraje rodeado de montañas a mitad de camino en la carretera de Higueruelas a Chelva.

### Localidades limítrofes
El término municipal de Calles limita con las siguientes localidades:
Andilla, Chelva, Domeño e Higueruelas todas ellas de la provincia de Valencia.

## Historia
Existen restos de la época ibérica en el collado de la fuente de Madrid o puntal de los collados, al igual que en el Prado de Llantas y el Puntalito. En la Corchetera, en la Torrecilla de la Hoya de Antaño y en la Umbría de la Juana se conservan restos de poblados ibéricos romanizados.
El territorio de Calles perteneció a la baronía de Jérica hasta 1362, que pasó a formar parte de la Corona. Unos años más tarde (1369) fue otorgada la concesión de la carta de la población por Juan Alfonso de Jérica.
En 1390 se creó el vizcondado de Chelva al que perteneció Calles siendo lugar de moriscos.
En 1602 se erigió en parroquia independiente, separándose de Chelva, y cinco años más tarde (1609), al ser expulsados los moriscos, volvió a quedar agregada a Chelva recobrando la independencia en 1664.
En 1684 pidió la incorporación a la Corona, transcurriendo hasta su aprobación casi un siglo (1773).
A finales del siglo XVII se erigió la iglesia parroquial en honor a la Purísima Concepción.

## Demografía
Calles (Valencia) cuenta con una población de 447 habitantes (INE 2024).
| Gráfica de evolución demográfica de Calles entre 1842 y 2021                                                        |
| |
| Población de derecho según los censos de población del INE Población de hecho según los censos de población del INE |

## Economía
En cuanto a la actividad laboral, la agricultura ha sido siempre la actividad principal de sus habitantes, dedicada sobre todo al cultivo del olivo y la almendra y en menor medida las hortalizas. En el regadío se cultiva cereales, hortalizas, legumbres, manzanos, ciruelo, etc.Los cultivos están situados en el margen izquierdo del río Tuejar, afluente del Turia, del que se coge el agua necesaria mediante las acequias.
Hay ganadería ovina. Se explotan canteras de yeso, caolín y arcillas. Funcionan algunas almazaras. Se confeccionan alpargatas de esparto, típica producción artesanal del lugar.
En las últimas décadas, la economía está sufriendo varios cambios, dejando aparcada la agricultura, en un uso doméstico, y llevándose a cabo trabajos de lo más diversos, casi siempre ligados a la construcción, o al sector de los servicios, ya que una de las grandes fuentes de ingresos de la localidad reside en los últimos años en el turismo rural, habiéndose abierto incluso, algunas casa rurales.
En la actualidad encontraremos funcionando un bar-restaurante en la plaza mayor, dos merenderos, un autoservicio ( con carnicería, panadería, estanco), una tienda/quiosco, una panadería, una peluquería, además del hogar del jubilado y un restaurante que también dispone de casas rurales con posibilidad de ser alquiladas.

## Administración y política
| Periodo   | Nombre                       | Partido   |
| --------- | ---------------------------- | --------- |
| 1979-1983 | Calixto Lloria               |           |
| 1987-1991 | Vicente Martínez Fabuel      | EUPV      |
| 1999-2003 | Eladio Cutanda Romero        | PSPV-PSOE |
| 2003-2007 | Ángel Valero Solaz           | PP        |
| 2007-2011 | Ángel Valero Solaz           | PP        |
| 2011-2015 | Ángel Valero Solaz           | PP        |
| 2015-2019 | Ángel Valero Solaz           | PP        |
| 2019-2023 | María Consuelo García García | PP        |
| 2023-act. | María Consuelo García García | PP        |

## Patrimonio
- Acueducto romano de Peña Cortada, en el término de Calles, siglo II. El Acueducto romano de la Peña Cortá, uno de los más singulares de la Comunidad Valenciana, comienza en el Azud del río Tuéjar a 600 m s. n. m., de donde se cogía el agua. Para salvar el barranco de la Cueva del Gato, se levantó un Acueducto de 36 m de longitud con una altura máxima de 33 m. Está formado por 3 arcos sobre pilares escalonados, cimentados directamente sobre la roca viva del cauce del barranco y construido con bloques de piedra cortados minuciosamente a escuadra, según la técnica romana del ‘opus quadratum’. Tiene una anchura de 2,1 m en su parte alta. A la salida de este Acueducto se ha tajado la altura de un picacho de unos 25 m para evitar así pasarlo en túnel. Esta peña se llama actualmente Peña Cortada por el corte tan singular, dando nombre a la obra monumental. Constituye un Bien de Interés Cultural de la provincia de Valencia.
- Iglesia parroquial. La iglesia parroquial de la Inmaculada Concepción, principal edificio monumental, es una construcción de la segunda mitad del siglo XVII, con portada sencilla y torre-campanario de mampostería y ladrillo de dos cuerpos. Dedicada a la Purísima Concepción. Está situada en el centro neurálgico del pueblo determina su fisionomía, ya que el pueblo se articula alrededor de la esta además del barrio morisco, La petrosa. Su puerta está situada en dirección a la meca, y ya que antes de ser iglesia, en el mismo lugar se encontraba una mezquita árabe, que con la posterior expulsión de estos, quedaría destruida y cristianizada, pasando a edificarse en el mismo lugar una iglesia. La iglesia, sufrió varias reformas; una en 1976 ya que tras las diferentes guerras había quedado bastante destruida, y otra más reciente en la que se restauró el campanario, del cual en ocasiones se desprendían cascotes. Finalmente en 2007, se pintaron las naves y se restauraron los zócalos.
- Ermita de Santa Quiteria. Muy cerca de la villa, en el monte de los Arnacheres, está la ermita de esta santa, patrona del pueblo. La ermita de Santa Quiteria se encuentra en el centro de una curva muy cerrada que forma la carretera enfrente del pueblo. Era una ermita encalada, de planta rectangular, con tejado a dos aguas y contrafuertes laterales. Lo más característico era su espacioso y acogedor porche frontal desde el que se veía la encantadora ribera de Calles. Las paredes de esta atrio estaban abiertas con arcos de medio punto, y trasdosadas con bancos de obra para descanso de visitantes. El suelo era de cantos rodados. El techo de madera con entrevigado de tablas. En la parte de afuera, junto al arco de entrada había una pequeña fuentecita. El interior era una sola nave cubierta con bóveda de cañón iluminada mediante cuatro lunetos-dos a cada lado-. Las paredes estaban adornadas con una cornisa perimetral y pilastras que descansaban en un rebanco corrido, entre las que se abrían arcos murales. En el centro del altar, barroquista y policromado, se alojaba la imagen de la patrona de Calles con el perro a los pies. A sus espaldas estaba la casa de los ermitaños, con salida independiente a la plaza. En el año 1979 la ermita presentaba algunos daños estructurales. Los empujes laterales de la bóveda habían originado una grieta que se manifestaba en la fachada, y aunque se evaluó la posibilidad de repararla, finalmente se decidió derribar el edificio y hacerlo de nuevo.

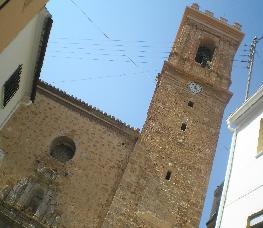
Iglesia de Calles
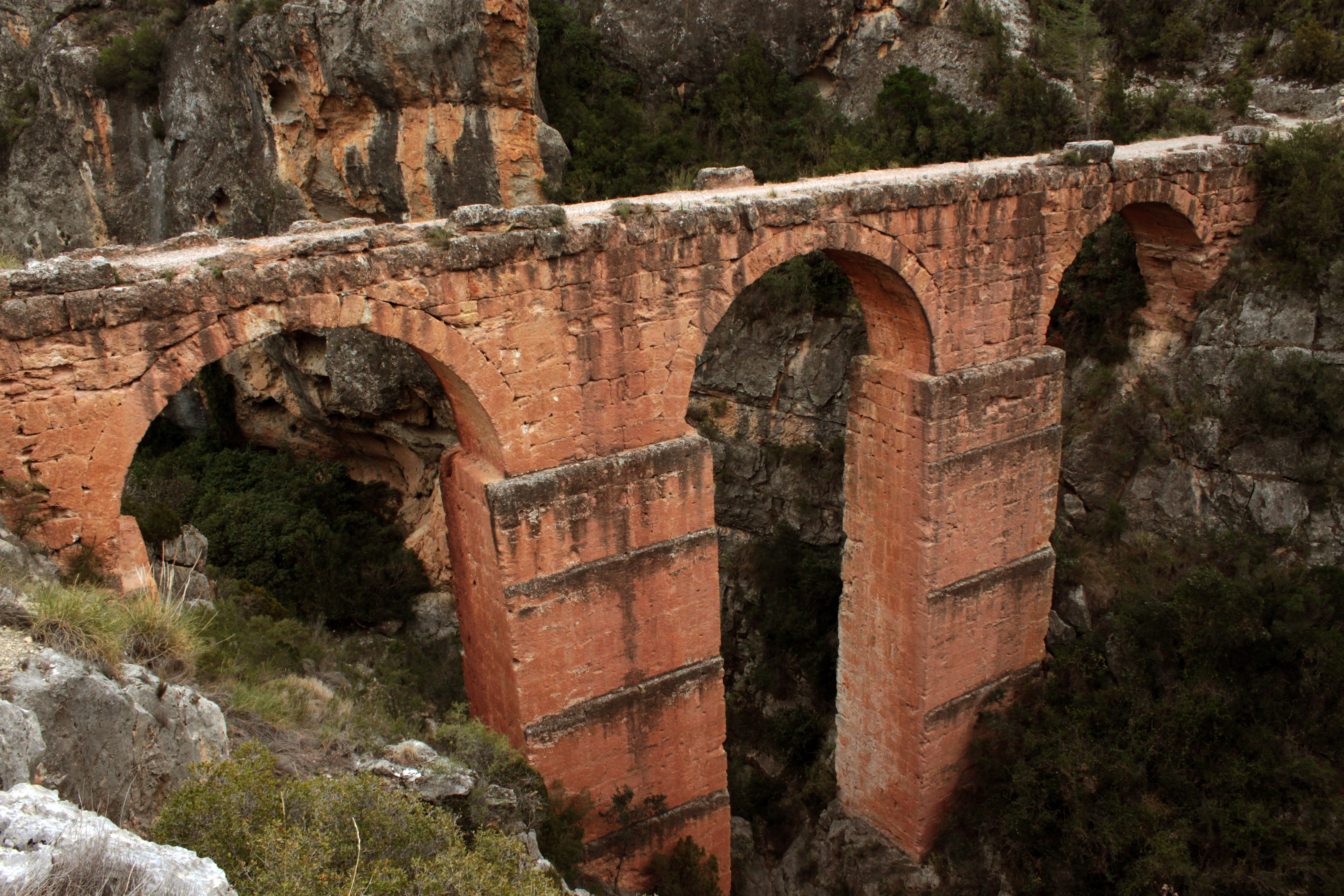
Acueducto de Peña Cortada
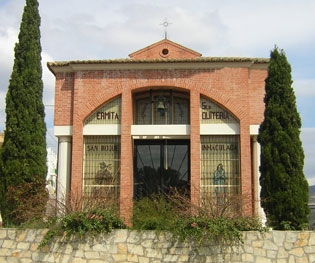
Ermita de Santa Quiteria Después de la reforma
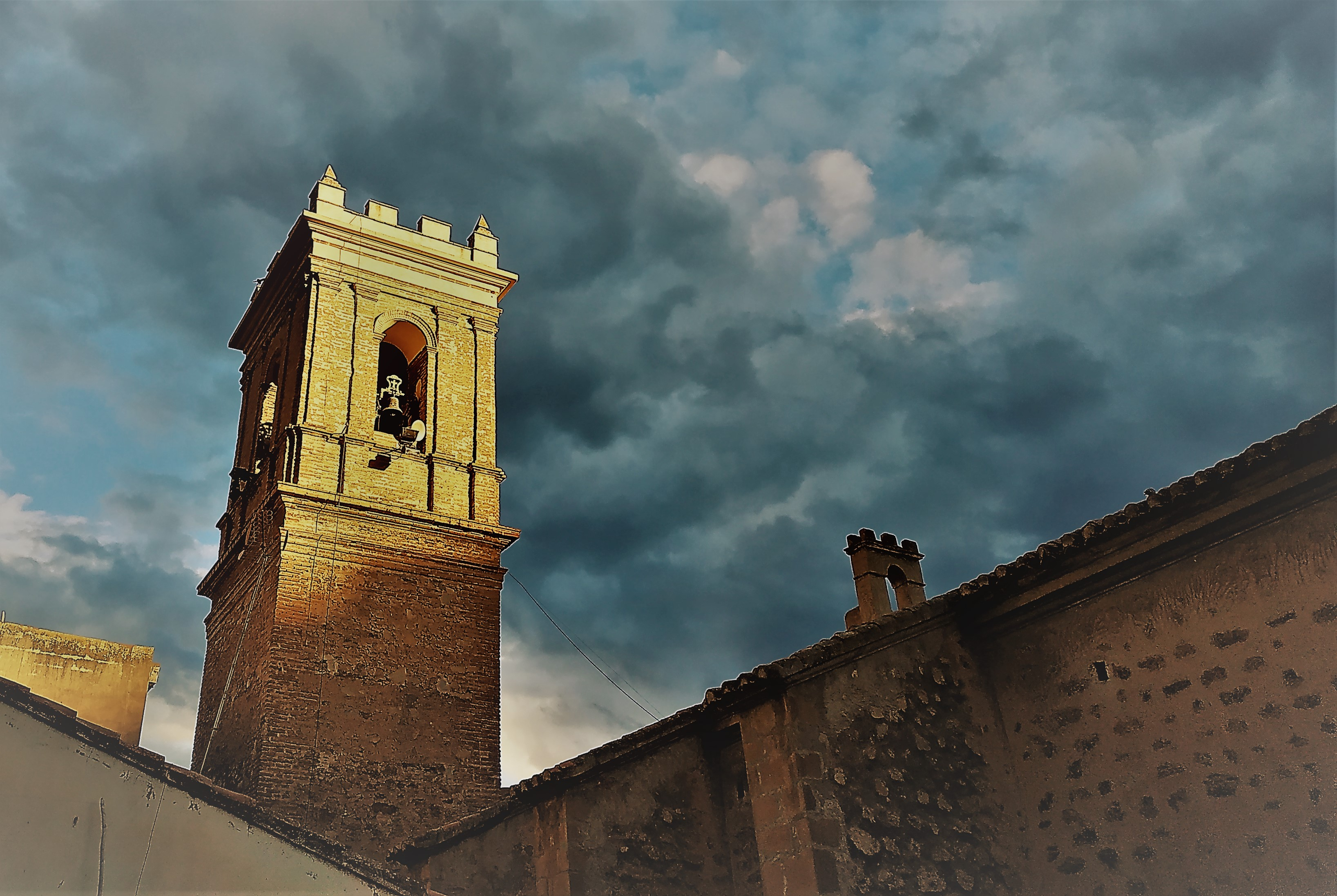
iglesia de Calles desde un lateral

## Fiestas locales
- Cabalgata de Reyes. La fiesta de los Reyes Magos Se celebra el día 5 de enero organizándose la correspondiente cabalgata, con la entrega de dulces y juguetes para los niños. En los últimos años, es frecuente, organizar por parte de alguna asociación del pueblo, una representación teatral, de muy corta duración y que representa alguna escena bíblica relacionada con el nacimiento de Jesús. Además, con motivo de las celebraciones navideñas, se realiza un concurso de belenes y un concierto de villancicos
- Fiesta de San Antón. Fiestas en honor a San Antón Tienen lugar hacia el 17 de enero, duran dos o tres días en los que se encienden hogueras en las calles y plazas del municipio. También se celebra una misa en honor del Santo, así como la bendición de los animales, con reparto de pan y chocolate. Se organizan juegos como el tiro del barrón de solteros y casados, castillos humanos, carreras de mayores y niños, y por las noches, baile y disfraces.
- Fiesta de Santa Quiteria. Fiestas de la patrona de Calles, Santa Quiteria Se celebra sobre el tercer domingo de mayo, durante dos o tres días, las, con misa en su honor, procesiones y, de noche, baile con orquesta. Dicen que el origen del nombre es un culto sincretista a la diosa Venus, nacida en la isla griega de Kytera, (Santa Quiteria =Kytera (en griego)= Cythera (en latín) pero con pronunciación qütera). Recordad el cuadro del francés Watteau "Viaje a Cytherea", en el que dos amantes viajan a la isla a consumar su matrimonio. Recuerdese también cómo se pronuncian en diferentes lugares, España, Francia,...los nombres de un mismo santo, por ejemplo: Sant Cyr, o Chiricus, Quirico, Quirce, o Chiriacus o Ciriaco, que son la misma cosa.
- Fiestas de agosto. Tienen lugar durante cerca de quince días aunque las principales celebraciones se dan en torno al tercer domingo del mes durante cuatro días, celebrándose, entre otros, misa en honor a la Virgen de los Desamparados (con ofrenda flora a la misa), a San Roque, al Santísimo y a Santa Quiteria. En un principio, estas fiestas se celebraban en septiembre, pero el ocasional mal tiempo y la coincidencia de estas con el periodo estival, hicieron que se adelantaran para celebarse en el mes de agosto. Comienzan con competiciones deportivas, juegos infantiles...etc, y los cinco días clave enmarcan actos como, concurso de paellas, sardinas, discoteca móvil, orquesta, grupos de baile, despertás, playbaks o karaoke entre otros. Uno de los actos clave es el concurso de paellas, donde cualquiera puede apuntarse y concursar. En ocasiones, no sólo se busca el premio, sino el pasar una buena noche junto a amigos o familia. es relativamente frecuante encontrar peñas de amigos que incluso encargan camisetas conmemorativas del evento con os nombres de los componentes del grupo. Es costumbre también adornar las calles pintándolas y colgando guirnaldas y banderas, costumbre que en losúltimos años se está recuperando tras algún que otro año de desinterés de la gente.

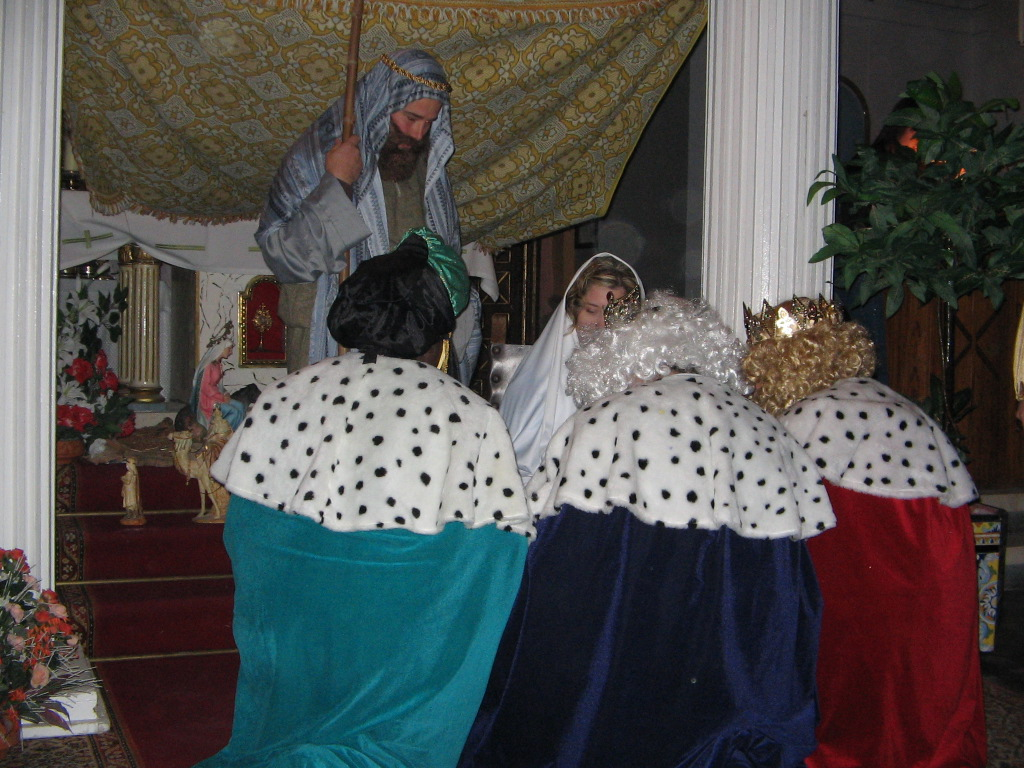
Cabalgata de reyes año 2006
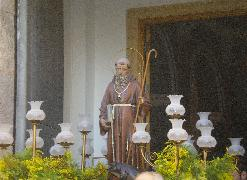
Procesión San Antón 2008
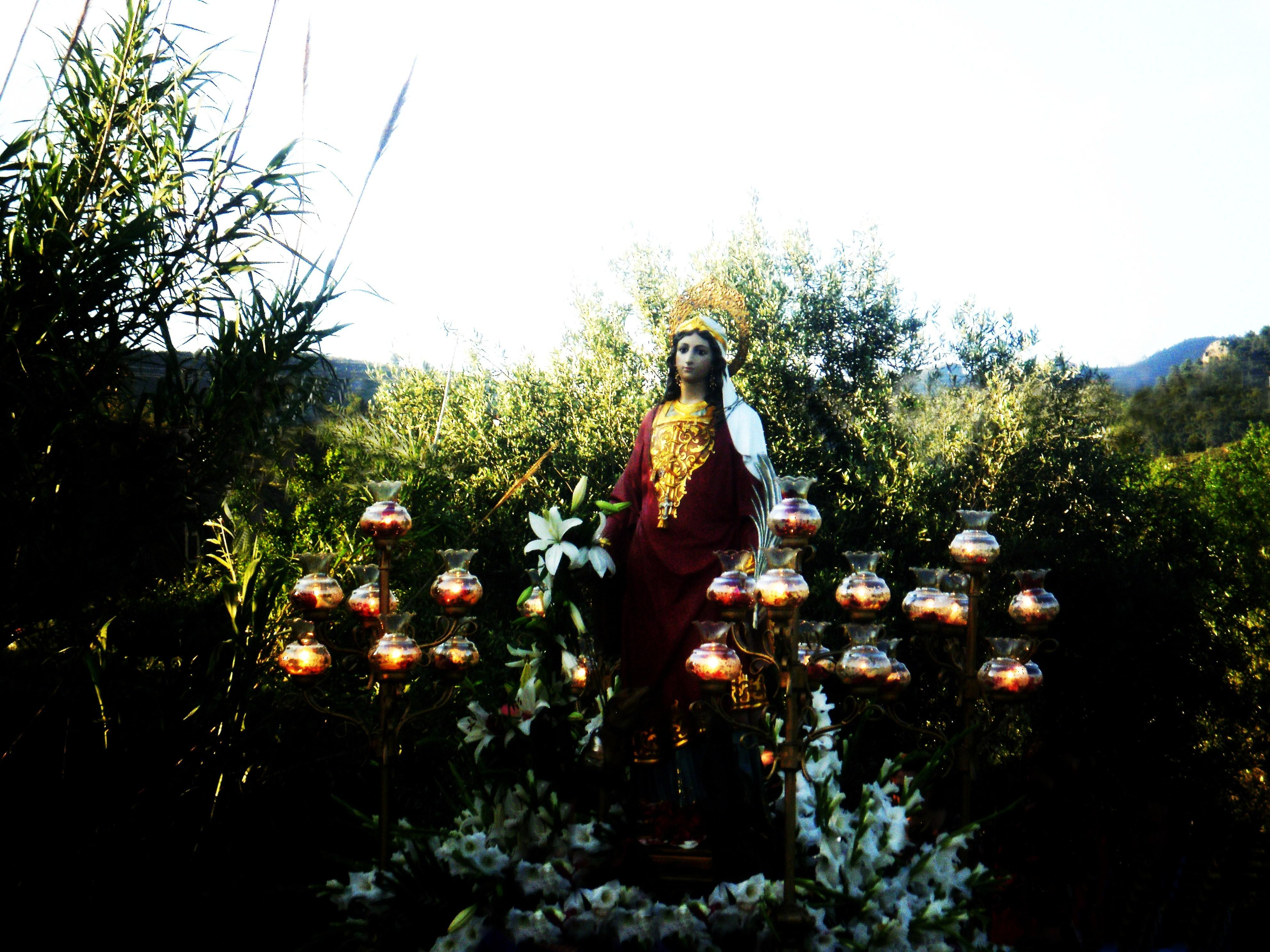
procesión de Santa Quiteria mayo de 2011
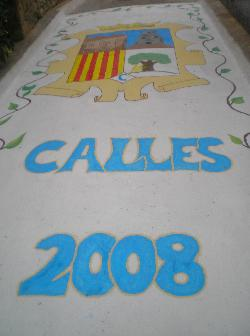
Calle Adornada, fiestas agosto de 2008

## Lugares para el ocio

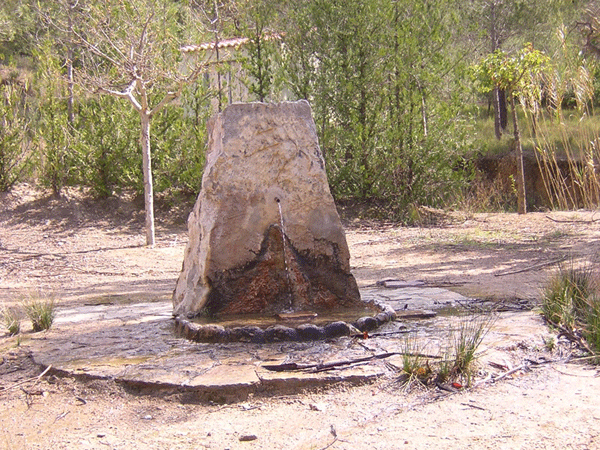
Fuente la Losa

- Puente Alta

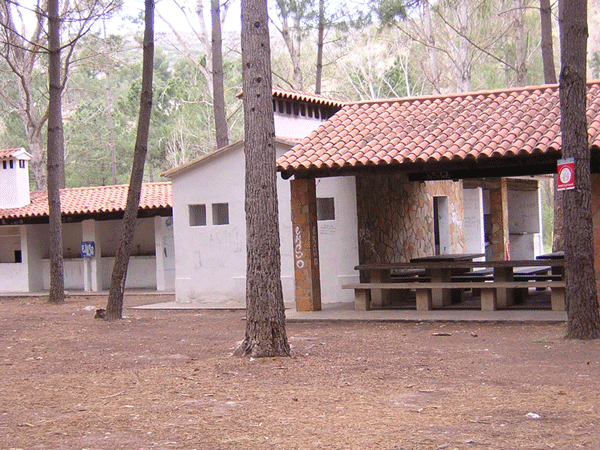
Puente Alta

Situada al sudoeste de Calles a unos 8 km aproximadamente, localización: saliendo del puente de Calles dirección pueblo, al final del puente, a la derecha, tomamos la carretera de Calles a la Puente Alta, sin dejarla, salimos de la población y a los 6 km llegaremos a la altura de la Cueva Santa, situada al margen derecho de la carretera a unos 8 m sobre el nivel de la calzada, unos 500 m más adelante se toma el camino hacia la Cueva del Mangranero a la izquierda de la carretera, sin dejar ésta a los 8 km de la salida aproximadamente. llegaremos a la zona de la Puente Alta.
- Fuente la losa

Situada a 2,5 km aprox. en dirección E. Localización: saliendo desde el puente de Calles, dirección salida, tomamos la carretera CV-35 hacia la derecha, a unos 300 m nos desviamos a la izq. por carretera local asfaltada, sin dejarla iremos unos 2 km llegando a la zona de la Fuente de la Losa. Es un área recreativa con agua, comedor, paelleros.